# New Tang Dynasty Television

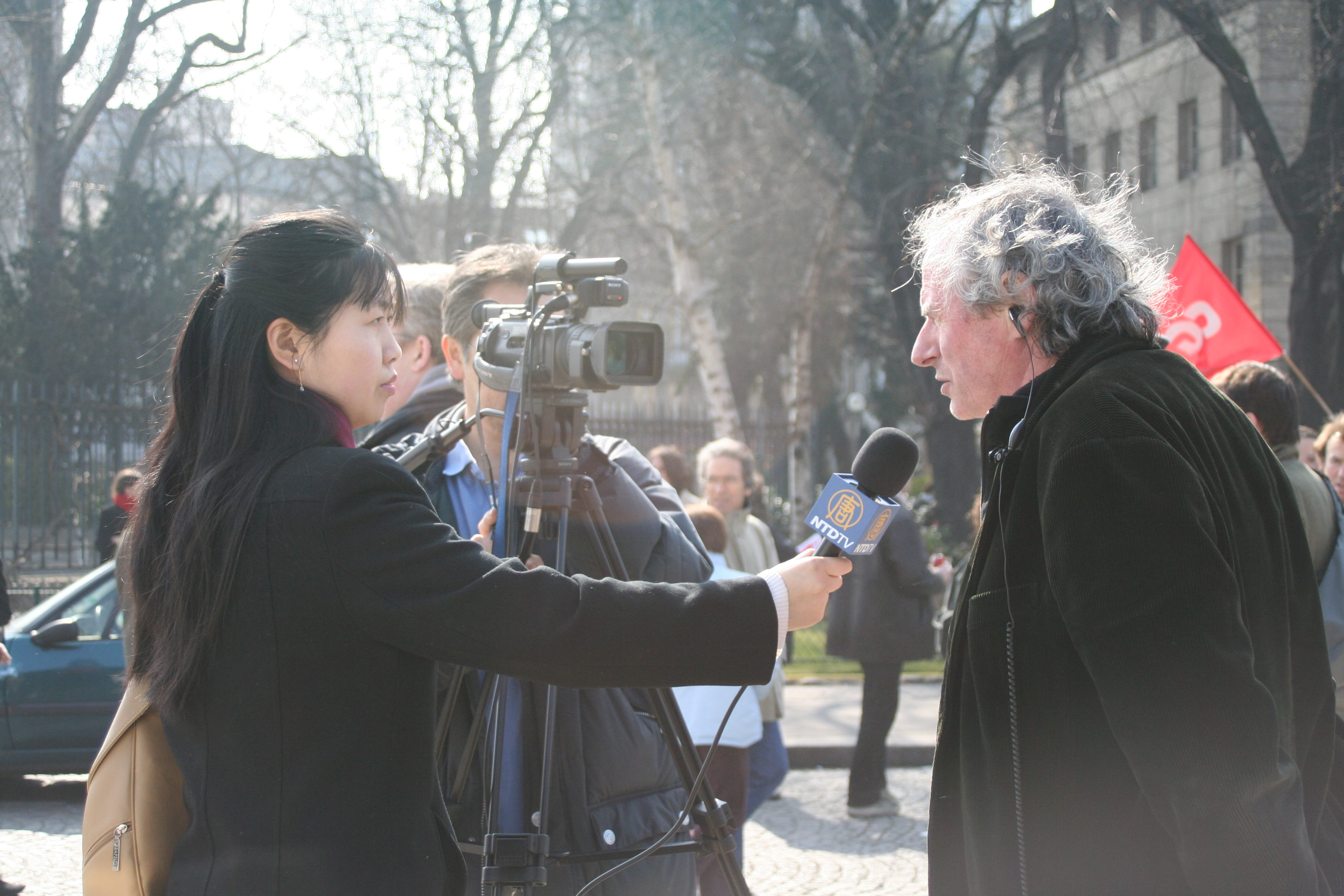
Reportérka televize NTD

New Tang Dynasty Television (NTD) je nezávislá čínskojazyčná satelitní televizní stanice vysílající 24 hodin denně. Její sídlo je v New Yorku. Jde o neziskovou televizní stanici, která byla založena Číňany žijícími v zámoří, z velké části jde o členy a sympatizanty hnutí Fa-lun-kung. Společně s podobně zaměřenými The Epoch Times a Sound of Hope se jedná o média zaměřená kriticky na dění v současné Číně.

## Obsah vysílání
„Vlajkovou lodí“ televize NTD je zpravodajství. NTD usiluje o detailní pokrytí dění v Číně, za dodržení nejvyššího etického standardu západního žurnalismu. Jako první v roce 2002 zevrubně informovala o likvidaci stoupenců Fa-lun-kung v čínských věznicích a pracovních táborech. V roce 2003 přinesla zprávy o nekontrolovaném šíření SARS v pevninské Číně – tři týdny předtím, než ho potvrdila oficiální čínská média. NTD dlouhodobě monitoruje utlačování čínských křesťanů, Tibeťanů, obhájců demokracie a disidentů, stejně jako problematiku kontaminovaných potravin a znečištění životního prostředí v Číně a korupce čínské státní správy.[zdroj?]
Právě nezávislost a bezúhonnost NTD vedly k pokusům čínského režimu omezit její vliv v pevninské Číně. [zdroj?]

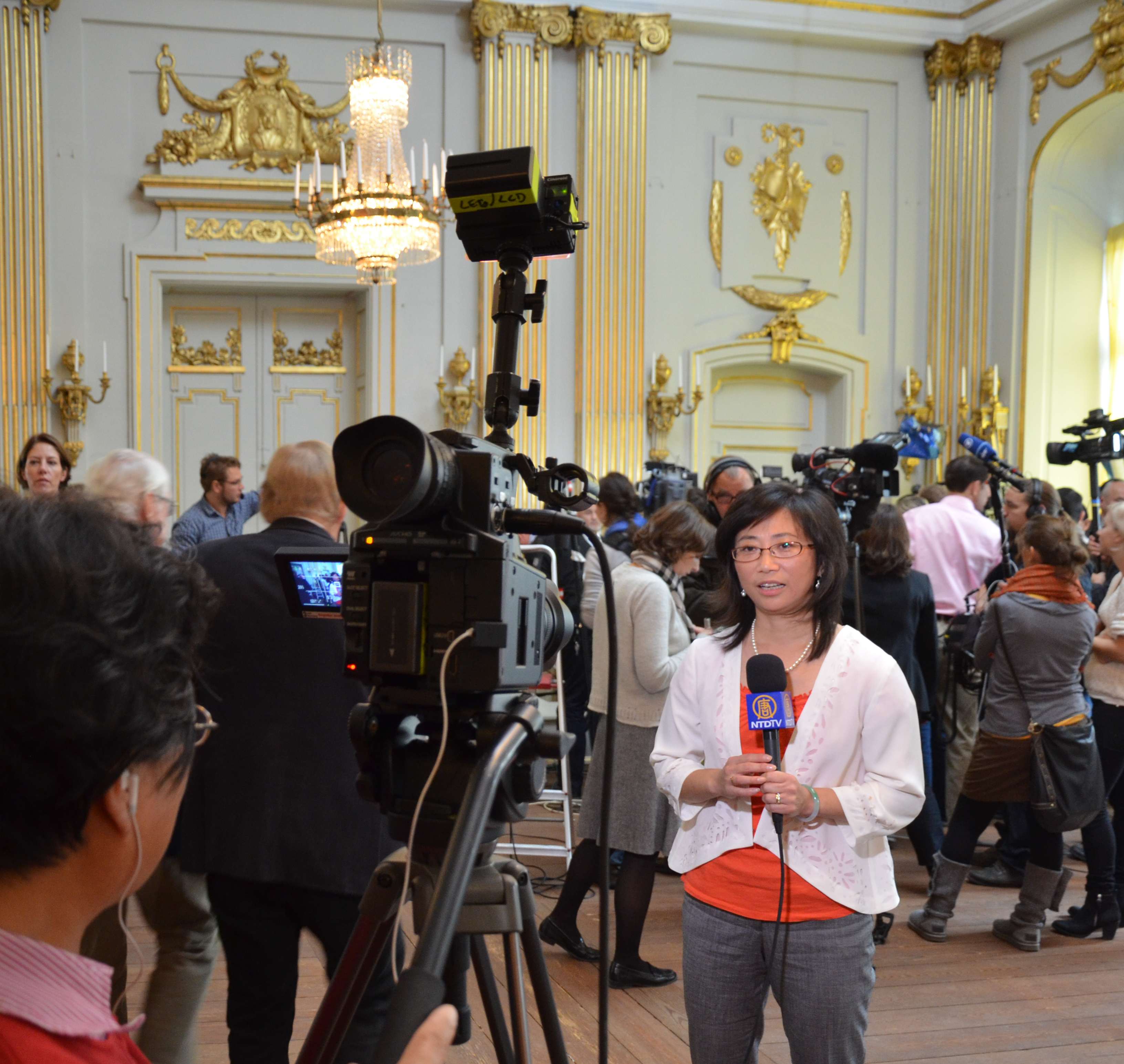
NTDTV

### Kultura
Jedním z hlavních cílů televize NTD je rehabilitace čínského umění a čínských kulturních tradic. Od toho je odvozen i název televize – období vlády dynastie Tchang (618–907 n. l.) bylo označováno za „zlatý věk“ Číny a vyvrcholení 5000 let čínské civilizace.
NTD ve svých pořadech odkrývá tajemství kaligrafického písma, záhady a mýty tradiční čínské medicíny nebo svět čínského lidového vypravěčství a literatury. Je mediálním partnerem a jedním ze sponzorů souboru Shen Yun Performing Arts, který sdružuje nejlepší interprety klasického čínského tance i hráče na tradiční čínské nástroje.
V sérii soutěží a doprovodných akcí, které NTD každoročně vyhlašuje, se utkávají mistři čínského bojového či kulinářského umění, interpreti klasického tance, módní návrháři, inspirovaní tradičním čínským odíváním, malíři, fotografové a hudebníci.
NTD vytvořila několik projektů zaměřených na obnovu tradiční čínské kultury. Patří mezi ně například představení Spectacular, mezinárodní soutěže NTD v klasickém čínském tanci, bojových uměních, šití tradičních čínských oděvů, klasické čínské malbě, vaření, zpěvu a další. Jedním z mnoha projektů, které NTD podporuje, jsou vystoupení newyorského souboru Shen Yun Performing Arts. Členové tohoto souboru jsou umělci čínského původu a také západní umělci z celého světa.

## Přerušení signálu NTD
V roce 2008 - 40 dní před začátkem OH v Pekingu se ztratil signál stanice pro celou Asii vysílaný přes satelit společnosti Eutelsat. NTD a organizace za svobodu slova a médií spustili velkou kampaň za opětovné obnovení vysílání NTD do Číny. Jejich aktivitu podpořil Evropský parlament, jehož návrh přijalo 27. 12. 2008 přes 300 europoslanců.
Evropský parlament nakonec návrh za obnovení vysílání NTD schválil většinou hlasů(přes 400) a vyzval generálního ředitele Eutelsatu, aby se dostavil na plenární zasedání a situaci vysvětlil. Protože Eutelsat nepodal věrohodné vysvětlení a vysílání neobnovil, podala společnost NTD Television žalobu u francouzského soudu. Po odvolání společnosti Eutelsat pařížský odvolací soud rozhodl, že určí experta, který má zjistit, co za přerušením vysílání opravdu stálo.

## Satelitní vysílání na Tchaj-wanu
29. června 2011 oznámila výkonná ředitelka partnerské stanice Televize NTD Asia Pacific, Ruey-Ian Changová obnovení smlouvy se společností Chungwa Telecom na Tchaj-wanu. Kontrakt zajišťuje, že tchajwanská pobočka bude nadále moci vysílat nezávislé zprávy do celé oblasti včetně částí pevninské Číny.
Podepsání smlouvy předcházela řada událostí, které byly označena jako boj mezi tchajwanským režimem a nátlakem čínské komunistické strany na zrušení vysílání Televize NTD přes satelit ST-1 společnosti Chungwa, na kterém televize vysílala již od roku 2007. Tchajwanská společnost Chungwa Telecom nejprve 11. dubna 2011 oznámila televizi New Tang Dynasty Asia Pacific, že s ní od srpna 2011 ukončí smlouvu, nakonec ji ale po jednání s televizí NTD obnovila.

### Přerušení vysílání NTD
Speciální téma - Přerušení signálu NTDTV (velkaepocha.sk)

### Vysílání NTD
NTD vysílá pro Asii, Evropu, Austrálii, Severní a Jižní Ameriku a Kanadu.
- ntd.tv (ntd.tv)
- Online TV (tvlink.cz)
- Ntdtv video[nedostupný zdroj] (n-joy.cz)
- Online-tv Čína (oblibeny.cz)
- Zajímavosti (parabola.cz)